# HD86274
HD86274 — хімічно пекулярна зоря спектрального класу A0, що має видиму зоряну величину в смузі V приблизно  6,7.
Вона  розташована на відстані близько 945,4 світлових років від Сонця.

## Пекулярний хімічний склад
Зоряна атмосфера HD86274 має підвищений вміст 
Si
.